# Boursay
Boursay ist eine französische Gemeinde mit 179 Einwohnern (Stand: 1. Januar 2022) im Département Loir-et-Cher in der Region Centre-Val de Loire. Sie gehört zum Kanton Le Perche im Arrondissement Vendôme. Die Einwohner werden Boursayens genannt.

## Geografie
Die Gemeinde Boursay liegt an der Grenne in der Landschaft Le Perche, etwa 61 Kilometer nordnordwestlich von Blois. Umgeben wird Boursay von den Nachbargemeinden Couëtron-au-Perche im Nordwesten und Norden, La Fontenelle im Norden und Nordosten, Droué im Nordosten und Osten, La Chapelle-Vicomtesse im Südosten sowie Choue im Süden und Westen.

## Bevölkerungsentwicklung
| Jahr                       | 1962 | 1968 | 1975 | 1982 | 1990 | 1999 | 2010 | 2021 |
| -------------------------- | ---- | ---- | ---- | ---- | ---- | ---- | ---- | ---- |
| Einwohner                  | 431  | 378  | 284  | 229  | 190  | 203  | 206  | 179  |
| Quellen: Cassini und INSEE |      |      |      |      |      |      |      |      |

## Sehenswürdigkeiten
- Kirche Saint-Pierre aus dem 12. Jahrhundert, Monument historique
- Mühle von La Galette
- Burgruine
- Museum des Eisenbahnkriegs
- alter Flugplatz

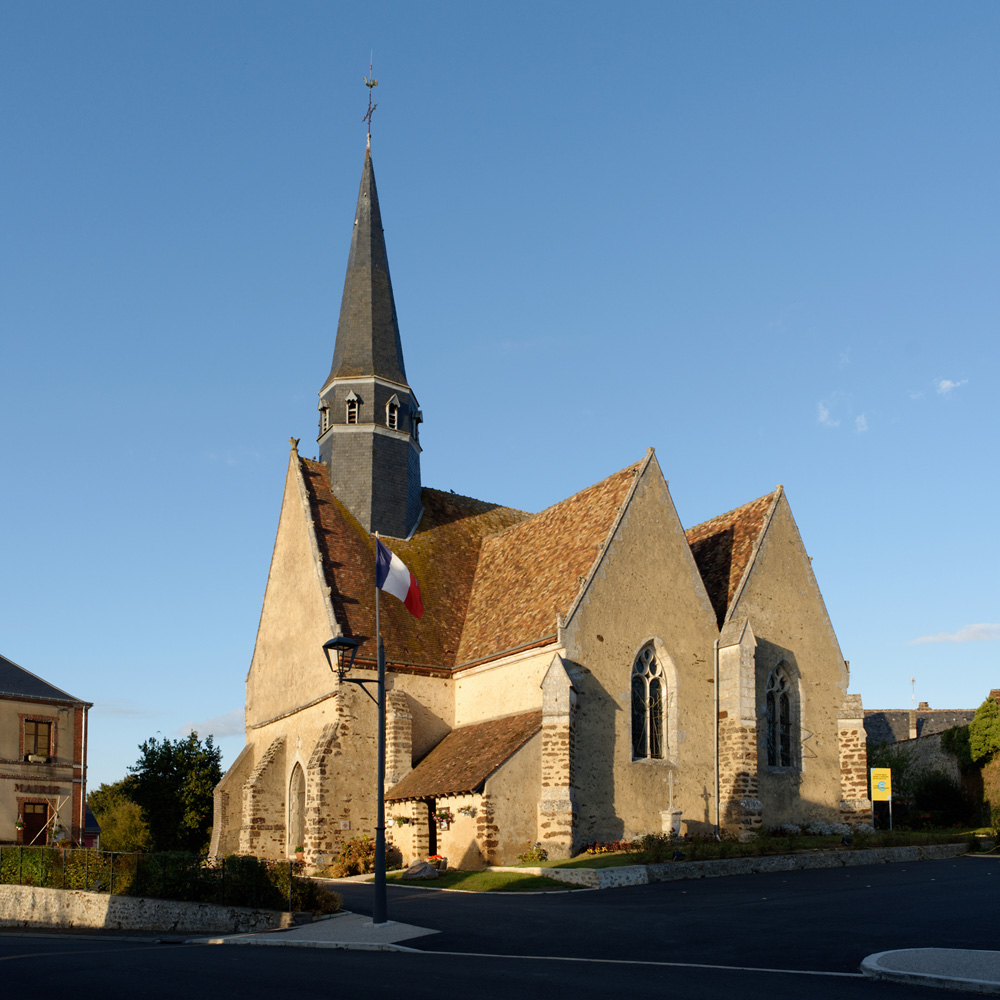
Kirche Saint-Pierre